# Boven-Haastrecht
Boven-Haastrecht is een buurtschap in de gemeente Krimpenerwaard in de Nederlandse provincie Zuid-Holland en is grotendeels gelegen in de Polder groot-Keulevaart. Het lintvormige plaatsje ligt langs de N228 en de Hollandsche IJssel. In de buurtschap bevinden zich onder meer de Corneliushoeve, Gansenburgh en het klooster Sint-Gabriël. Het ligt ongeveer 2,5 kilometer ten noordoosten van Haastrecht.

## Geschiedenis
Tot en met 31 december 2014 was Boven-Haastrecht onderdeel van de gemeente Vlist. Op 1 januari 2015 ging de plaats samen met de gemeente op in de fusiegemeente Krimpenerwaard.
Hoofdplaats: Stolwijk    
Steden: Haastrecht · Schoonhoven

Dorpen: Ammerstol · Bergambacht · Berkenwoude · Gouderak · Krimpen aan de Lek · Lekkerkerk · Ouderkerk aan den IJssel · Vlist · Willige Langerak

Buurtschappen: Achterbroek · 't Beijersche · Beneden-Haastrecht · Benedenheul · Benedenberg · Benedenkerk · Bilwijk · Bonrepas · Bergstoep · Bovenberg · Boven-Haastrecht · Bovenstad/Steenplaats · Goudseweg · De Hem · Hoogedijk · IJssellaan · Kadijk · Koolwijk · Lageweg · Opperduit · Oudeland · Rozendaal · Schoonouwen · Schuwacht · Stein · Tussenlanen · 't Zwaantje · Zuidbroek

Zuid-Holland: Steden en dorpen    Nederland: Provincies · Gemeenten
1. ↑  Tabel: Bevolking; maandcijfers per gemeente en overige regionale indelingen, 1 januari 2023, Centraal Bureau voor de Statistiek, Voorburg/Heerlen